# Joy Paul Guilford
Joy Paul Guilford (Marquette, Nebraska, 1897. március 7. – Los Angeles, Kalifornia, 1987. november 26.) amerikai pszichológus, leginkább az emberi intelligencia pszichometrikus tanulmányozásáról híres, beleértve ebbe a konvergens és divergens gondolkodás elkülönítését.

Továbbfejlesztve L. L. Thurstone nézeteit, Guilford elutasította Charles Spearman nézetét, miszerint az intelligencia egyetlen numerikus paraméterrel meghatározható, ehelyett három dimenziót tartott szükségesnek a pontos leíráshoz: tartalom, működés és problémamegoldás.

## Guilford életpályája
Guilford a Nebraskai Egyetemen szerzett diplomát, majd Edward Tichenernél tanult Cornellben. 1938-ban a Pszichometrikus Társaság harmadik elnöke lett, Louis Leon Thurstone-t és E.L. Thorndike-ot követve. Guilford sok tisztséget betöltött a Nebraskai Egyetemen, és néhányat a Dél-kaliforniai Egyetemen. 1941-ben belépett az amerikai hadseregbe, mint alezredes, és a 3-as számú Pszichológiai Kutatócsoport igazgatójaként szolgált a Santa Ana Hadsereg Légi Alakulatánál. Ott a légi járművezető gyakornokok kiválasztásán és rangsorolásán dolgozott, mivel a Hadsereg ki akarta deríteni, hogy miért van az, hogy a gyakornokok jelentős része nem végezi el a kiképzést.
Mint a Pszichológiai Kutatócsoport kitüntetett igazgatója, az Amerikai Légierő Kiképzési Központjában, Fort Worth-ban Guilford felügyelte a ’Stanines Project’-et, amely nyolc specifikus intellektuális képességet azonosított, melyek elengedhetetlenek a repülőgépek vezetéséhez. (Stanines, mely ma egy általános kifejezés a neveléslélektanban, Guilford projektje alatt alakult.) A második világháború alatt Guilford a nyolc faktort a besorolási tesztbattéria fejlesztésére használta, ennek eredményeképp szignifikánsan javult a légijármű gyakornokok vizsgán való teljesítménye.
Ezredesként leszerelve a háború után, Guilford csatlakozott a Dél-kaliforniai Egyetem oktatási fakultásához, tovább folytatva kutatását az intelligencia faktoraival kapcsolatban. Széleskörűen publikált a végül az Intellektus Struktúrájának nevezett elméletéről, a háború utáni kutatásai során 90 különböző intellektuális képességet, és 30 viselkedésbeli képességet azonosítva.
Guilford 20 éven keresztül végzett kutatásait a Dél-kaliforniai Egyetemnél a Nemzeti Természettudományi Alapítvány, az Oktatási Hivatal Egészségügyi, Oktatási és Jóléti Intézménye, valamint a Katonai Kutatások Hivatala támogatta. Habár Guilford alanyai újoncok voltak a Légierő Kiképző Központjában a Radolph Légierő Bázison, San Antonióban, a Katonai Kutatások Hivatala támogatta a kutatást.
Guilford háború utáni kutatásai az osztályozási teszt fejlődéséhez vezettek, mely különböző módokon módosítva, belépett a számos személyi értékelések közé, melyeket az Egyesült Államok Fegyveres Szolgáltatások minden ágazata elfogad. Így, azt lehet mondani, hogy az 1950-es, 1960-as és 1970-es évekbeli USA katonai minősítő vizsgák mindegyike Guilford kutatásainak leszármazottja.

## Guilford Intellektus Struktúrája (IS)
Guilford intellektus struktúra teóriája szerint egy személy intelligencia teszteken nyújtott teljesítménye után, követhető az intelligencia mögöttes mentális képességek vagy faktorai alapján. Az elmélet magában foglal akár 150 különböző értelmi képességet, melyek három dimenzió mentén írhatók le: művelet, tartalom és problémamegoldás.

### Művelet dimenzió
Az IS magában foglal 6 műveletet vagy általános szellemi folyamatot:
- Kogníció: Az a képesség, hogy felfogjuk, megértsük és tudatában legyünk az információnak.
- Memória: A képesség, hogy kódoljuk az információkat.
- Memória megőrzése: A képesség, hogy előhívjuk az információkat.
- Többirányú (divergens) problémamegoldás—A képesség, hogy többfajta megoldást találjunk a problémára, kreativitás.
- Egyirányú (konvergens) problémamegoldás: A képesség, hogy egy megoldást találjon a problémára. Szabálykövető vagy probléma-megoldó.
- Értékelés—A képesség, hogy megítéljük az adott információ pontosságát, következetességét, érvényességét.

### Tartalom dimenzió
Az IS tartalmaz öt olyan átfogó információ-felfogó területet, melyeken keresztül értelmezni lehet a hat műveleti dimenziót.
- Vizuális: Látáson keresztül érzékelt információ.
- Auditoros: Halláson keresztül érzékelt információ.
- Kinesztetikus: A saját fizikai tevékenységen keresztül érzékelt információ.
- Szimbolikus: Olyan szimbólumokon vagy jeleken keresztül megtapasztalt információ, melyeknek önmagában nincsen jelentésük. pl. arab számok vagy az ABC betűi.
- Szemantikus: Verbális jelentések és ideák érdeklik.
- Viselkedéses: Az emberek viselkedése alapján megtapasztalt információ.

### Problémamegoldó dimenzió
Ahogy a név is sugallja, ez a dimenzió az egyes tartalmakban végrehajtott műveletek eredményeit tartalmazza. Az IS modell hat ilyen problémamegoldást tartalmaz, melyekre jellemző s növekvő komplexitás.
- Egységek: A tudás egyes elemei.
- Osztályok: Közös attribútummal rendelkező egységek halmaza.
- Kapcsolatok: Egységek kapcsolódása mind ellentétek vagy asszociációk, szekvenciák vagy analógiák.
- Rendszerek: Többszintű kapcsolatok, melyek kapcsolatrendszert vagy hálózatot alkotnak.
- Átalakulások: A tudás változásai, perspektívái, konverziói, mutációi.
- Következmények: Jóslatok, következtetések, következmények és elvárások a tudással szemben.

Így (Guilford szerint) 6 x 5 x 6 = 180 intellektuális képesség vagy faktor létezik.
Guilford eredeti modellje 120 összetevőből állt, mivel nem különítette el a figurális tartalmat vizuális és auditoros tartalommá, illetve a memóriát memória felvételre és memória előhívásra. Amikor szétválasztotta a figurális tartalmat auditorossá és vizuálissá, a modellje 5 x 5 x 6 = 150 kategóriás lett.Amikor Guilford szétválasztotta a memória funkciókat, a modellje elérte végső faktorszámát, a 180-at. (Guilford, J.P. (1988). Some changes in the structure of intellect model. Educational and Psychological Measurement, 48, 1-4.)

## Kritika
Guilford megközelítését elutasították azok az intellektus-kutatók, akik a mentális képességek általános faktorának meglétét támogatják.
Sok kutatás kritizálta Guilford statisztikai technikáit. Egy analízisben, ami Guilford saját adatait és faktoriális eljárását alkalmazta, random módon létrehozott faktor elméletek ugyanolyan alátámasztást nyertek, mint Guilford saját elmélete.
Guilford elméletének kevés követője van ma. Carroll (1993) így foglalta össze a legutóbbi kutatások nézőpontját:
„Guilford modelljét úgy kell megjelölni az intellektus modellek történetében, mint egy excentrikus aberrációt. Hogy ennyi figyelmet kapott, az zavaró, mivel a modellt taglaló tankönyvek és egyéb alkalmazások azt a benyomást keltik, hogy a modell valid és széleskörűen elfogadott, pedig nem.”

## Publikációi (válogatás)
- Guilford, J.P. (1950) Creativity, American Psychologist, Volume 5, Issue 9, 444–454.
- Guilford, J.P. (1967). The Nature of Human Intelligence
- Guilford, J.P. & Hoepfner, R. (1971). The Analysis of Intelligence
- Guilford, J.P. (1982). Cognitive psychology's ambiguities: Some suggested remedies. Psychological Review, 89, 48–59.

## Fordítás
- Ez a szócikk részben vagy egészben  a   Joy Paul Guilford című angol Wikipédia-szócikk fordításán alapul.  Az eredeti cikk szerkesztőit annak laptörténete sorolja fel. Ez a jelzés csupán a megfogalmazás eredetét és a szerzői jogokat jelzi, nem szolgál a cikkben szereplő információk forrásmegjelöléseként.